# Pozuelos (México)
Pozuelos es una localidad de México perteneciente al municipio de Cardonal en el estado de Hidalgo.

## Historia
El 15 de octubre de 2008 las localidades de Cerro del Coyote, Baxoza, El Puerto, Los Hernández, Las Pilas, Los Pérez, Los Rebolledo, La Colonia se conurbaron oficialmente a la localidad.

## Geografía
A la localidad le corresponden las coordenadas geográficas 20° 29’ 35.059” de latitud norte y 99° 3’ 34.343” de longitud oeste, con una altitud de 2022 m s. n. m. Se encuentra a una distancia aproximada de 17.04 kilómetros al sureste de la cabecera municipal, Cardonal.
En cuanto a fisiografía se encuentra dentro de las provincia de la Sierra Madre Oriental, dentro de la subprovincia de Carso Huasteco; su terreno es de sierra y lomerío. En lo que respecta a la hidrografía se encuentra posicionado en la región Panuco, dentro de la cuenca del río Moctezuma, en la subcuenca del río Amajac. Cuenta con un clima templado subhúmedo con lluvias en verano, de menor humedad.

## Demografía
En 2020 registró una población de 1124 personas, lo que corresponde al 5.78 % de la población municipal. De los cuales 526 son hombres y 598 son mujeres. Tiene 295 viviendas particulares habitadas.
| Gráfica de evolución demográfica de Pozuelos entre 1900 y 2020                               |
|                                                                                              |
| Población de los censos y conteos del Instituto Nacional de Estadística y Geografía (INEGI). |

## Economía
La localidad tiene un grado de marginación alto y un grado de rezago social bajo.